# Буковецька сільська рада (Воловецький район)
| Буковецька сільська рада — колишній орган місцевого самоврядування у Воловецькому районі Закарпатської області з адміністративним центром у с. Буковець. Сільській раді були підпорядковані населені пункти: - с. Буковець |

## Склад ради
Рада складалася з 12 депутатів та голови.

## Керівний склад сільської ради
| ПІБ                   | Основні відомості                                                                     | Дата обрання | Дата звільнення |
| --------------------- | ------------------------------------------------------------------------------------- | ------------ | --------------- |
| Кобик Калина Юріївна  | Сільський голова, 1950 року народження, освіта, позапартійна                          | 26.03.2006   | 31.10.2010      |
| Красний Юрій Юрійович | Сільський голова, 1991 року народження, освіта незакінчена вища, член Партії регіонів | 31.10.2010   |                 |

Примітка: таблиця складена за даними джерела

## Населення
Згідно з переписом УРСР 1989 року чисельність наявного населення села становила 643 особи, з яких 314 чоловіків та 329 жінок.
За переписом населення України 2001 року в селі мешкало 597 осіб.

### Мова
Розподіл населення за рідною мовою за даними перепису 2001 року:
| Мова       | Відсоток |
| ---------- | -------- |
| українська | 99,67 %  |
| російська  | 0,33 %   |